# 分率
分率，精确的称呼是分比，是不带计量单位的分数，表示的是部分与整体的关系。它在物理学、工程学和化學中均有應用。
分率标记法（parts-per notation）则是一种以“伪单位”（pseudo-unit）作为“单位”的标记法，用以描述各种无量纲量的小值；例如摩尔分数、质量分数。由于这些“分数”（fractions）是按同单位相除来计量的，因此它们是没有相关计量单位的纯数字，并无真正单位，或称其单位为“1”。此种标记法不是国际单位制 (SI) 系统的一部分，其含义并不明确，可能有歧义。
常见的分率（分比）有：
- 百分比（%，10−2），又称百分率
- 千分比（‰，10−3），又称千分率
- 萬分比（‱，10−4），又称萬分率
- 百萬分比（ppm，10−6），又称百萬分率
- 十億分比（ppb，10−9），又称十億分率
- （ppt，10−12），又称万亿分率

## 备注
1. ↑  因为按照 率 的基本定义，其为不同单位的两个相关量之间的比；此处的分“率”既然无因次，属于无量纲量，就应称分“比”。